# Квіткоїд
Квіткоїд (Dicaeum) — рід горобцеподібних птахів родини квіткоїдових (Dicaeidae). Об'єднує птахів, які зустрічаються переважно на Новій Гвінеї і на Філіппінах. Інша частина ареалу тягнеться від Індії через Китай до південних рубежів Австралазії. Живуть вони як правило у невеликих групках на деревах або в чагарниках. Не мігрують, а залишаються вірними своїм місцям народження.

## Опис
Це птахи малих розмірів з короткими лапками і хвостами. У оперення неяскраве забарвлення, обидві статі майже не відрізняються. У деяких видів самці відрізняються більш яскравим оперенням. На коротких дзьобах є виступи на зразок маленьких зубів, допомагають поїдати липкі фрукти. Їх язик згортають в трубочку, що полегшує добування нектару. Крім нього, вони живляться ягодами і фруктами, не гребують також комахами і павуками. Віддають перевагу жовтим ягодам рослини Loranthus longiflorus з родини омелових і є важливим фактором поширення його насіння.

## Розмноження
Гнізда мають круглу форму, підвішені до гілок дерев і вхід в них знаходиться збоку. Як будівельний матеріал використовуються різні стеблинки, а також павутина. У кладці від двох до чотирьох яєць.

## Види
- Dicaeum aeneum — квіткоїд малий
- Dicaeum aeruginosum
- Dicaeum agile — квіткоїд товстодзьобий
- Dicaeum annae — квіткоїд золотогузий
- Dicaeum anthonyi — квіткоїд золотоголовий
- Dicaeum aureolimbatum — квіткоїд золотобокий
- Dicaeum australe — квіткоїд філіппінський
- Dicaeum bicolor — квіткоїд двобарвний
- Dicaeum celebicum — квіткоїд сіробокий
- Dicaeum concolor — квіткоїд однобарвний
- Dicaeum cruentatum — квіткоїд червоний
- Dicaeum chrysorrheum — квіткоїд смугастогрудий
- Dicaeum dayakorum
- Dicaeum erythrorhynchos — квіткоїд індійський
- Dicaeum erythrothorax — квіткоїд темноголовий
- Dicaeum everetti — квіткоїд бурий
- Dicaeum eximium — квіткоїд східний
- Dicaeum geelvinkianum — квіткоїд папуанський
- Dicaeum haematostictum — квіткоїд негроський
- Dicaeum hypoleucum — квіткоїд білочеревий
- Dicaeum igniferum — квіткоїд сундайський
- Dicaeum ignipectus — квіткоїд червоноволий
- Dicaeum kampalili
- Dicaeum maugei — квіткоїд чорноспинний
- Dicaeum melanoxanthum — квіткоїд жовточеревий
- Dicaeum minullum — квіткоїд індокитайський
- Dicaeum monticolum — квіткоїд борнейський
- Dicaeum nehrkorni — квіткоїд червоноголовий
- Dicaeum nigrilore — квіткоїд мінданайський
- Dicaeum nitidum — квіткоїд острівний
- Dicaeum pectorale — квіткоїд оливковоголовий
- Dicaeum proprium — квіткоїд вусатий
- Dicaeum pygmaeum — квіткоїд-крихітка
- Dicaeum quadricolor — квіткоїд червоноспинний
- Dicaeum retrocinctum — квіткоїд червоногорлий
- Dicaeum sanguinolentum — квіткоїд темно-сірий
- Dicaeum schistaceiceps — квіткоїд гальмагерський
- Dicaeum trigonostigma — квіткоїд трибарвний
- Dicaeum tristrami — квіткоїд сан-кристобальський
- Dicaeum trochileum — квіткоїд вогнистоголовий
- Dicaeum vincens — квіткоїд цейлонський
- Dicaeum virescens — квіткоїд андаманський
- Dicaeum vulneratum — квіткоїд молуцький
- Dicaeum hirundinaceum — квіткоїд австралійський